# Juan Francisco Luis
Juan Luis Francisco (né le 10 juin 1940 à Vieques et mort le 4 juin 2011 à  Sainte-Croix), est le 24e gouverneur des îles Vierges des États-Unis de 1978 à 1987.

## Jeunesse
Luis est né sur l'île de Vieques (Porto Rico). À l'âge de deux mois, sa famille déménage à Sainte-Croix, où il reçoit son enseignement primaire et secondaire. Luis obtient un diplôme en pré-médecine de l'université de Porto Rico. Après son retour à Sainte-Croix, il devient professeur de sixième année à la Christiansted Public Grammar School. Il travaille aussi brièvement comme gestionnaire de bureau de projet pour le Ministère du logement et du développement urbain avant de devenir sergent dans l'Armée de terre des États-Unis.

## Gouvernance
En 1968, Luis travaille comme agent du personnel administratif du ministère de la Santé. De 1970 à 1972, il travaille pour la Société Litwin en tant que directeur des relations industrielles; pour Burns International en tant que comptable, et pour l'Hôtel Carlton Estate en tant que directeur du personnel et contrôleur. Luis est élu au Sénat des îles Vierges en 1972. En 1974, il est élu lieutenant-gouverneur et prête serment comme gouverneur le 2 janvier 1978, après la mort de Cyril King (en). Il est élu gouverneur en novembre 1978.